# Bregalnica
41°36′21″N 21°55′12″Ø / 41.60583°N 21.92000°Ø
Bregalnica (makedonsk: Брегалница, udtalt [ˈbrɛɡalnit͡sa] er med en længde på 211,5 km, den næststørste flod i Nordmakedonien. Den starter som en kilde nær bjergbyen Berovo og passerer nær byerne Makedonska Kamenica, Kočani, Vinica og Štip, før den løber sammen med floden Vardar på vej mod Det Ægæiske Hav. Der har været problemer om forureningen af floden, da mange af fabrikkerne i de byer, som den passerer igennem, brugte den som afløb for spildevand, hvilket forværres yderligere med det pesticidbehandlede vand fra de omfattende rismarker nær byen Kočani. Den var stedet for slaget ved Bregalnica i sommeren 1913, under den 2. Balkankrig.

## Bregalnicas afvandingsområde
Bregalnicas afvandingsområde omfatter et område på 4.307 km2, hvilket er cirka 21 % af Vardar-afvandingsområdet i Nordmakedonien og cirka 17 % af landets samlede territorium. Området grænser op til Bulgarien i øst, Strumica-flodens afvandingsområde i syd, Pcunja-floden i nord og Vardar-floden i vest. Bregalnica-afvandingsområde gennemsnitlige højde er 722 meter over havets overflade. Området omfatter kommunerne Berovo, Češinovo-Obleševo, Delčevo, Karbinci, Makedonska Kamenica, Kočani, Pehčevo, Probištip, Štip, Vinica og Zrnovci. Det omfatter også næsten hele områderne Lozovo og Sveti Nikole kommuner (Vardar Region), Konče Kommune (Syd-Østlige region) og en betydelig del af Kratovo Kommunes territorium (25%). Selvom Bregalnica-oplandet hovedsageligt falder sammen med kommunegrænsen, falder mindre dele af territoriet Radoviš, Negotino, Gradsko, Veles, Kumanovo og Kriva Palanka også ind i den.

### Geologi
Med hensyn til geologi tilhører den østlige del af Nordmakedonien, inklusive Bregalnica-bassinet, det Rodopiske system (serbisk-makedonsk massiv), der for det meste indeholder krystalliseret skiffer og granit. Dannelsen af disse bjerge fandt sted i Paleozoikum, med forkastninger indført senere i tertiærtiden. I dag er området præget af en meget varieret reliefstruktur, som omfatter sletter, dale, bakkede områder og bjergområder.

### Klima
Klimaet i Bregalnica-oplandet er relativt tørt og falder overvejende ind i den modificerede-kontinentale klimatype. Somrene er lange og tørre, ofte med temperaturer helt op til +41 °C, sammen med milde og våde vintre. Sjældent kan temperaturerne blive så lave som -22 °C om vinteren. Den gennemsnitlige årlige temperatur på sletterne er 12,9 °C, og i højere dele, såsom Maleshevo omkring 8,7 °C. Den gennemsnitlige årlige nedbør i regionen varierer mellem 506 Millimeter i Kochansko Pole og 672 mm i Maleshevo . Nedbøren er maksimal i månederne april og maj og minimal i sommermånederne juli og august. Sne kan falde fra december til marts.

### Flora og fauna
Regionen er hjemsted for flere plantesamfund, herunder geografisk begrænsede nationale endemiske områder (f.eks. Salvia jurisicii). Overfloden af skove i regionen er knyttet til 25 forskellige træarter med flere underarter. Skovene har en vigtig funktion i at øge vandoplagringen og reducere jorderosion samt vedligeholde den biologiske mangfoldighed. Det samlede skovareal i oplandet er 1.157 km2 eller omkring 27 % af regionens territorium.
Der findes et stort udvalg af dyrearter i regionen, som omfatter padder, krybdyr, insekter, fugle og pattedyr. Gruppen af fugle og pattedyr danner talrige associationer med et stort antal individuelle dyr, der kan findes fra de laveste til de største højder. I skovene er faunaen særlig rig.

### Ressourcer
Regionen er rig på mineralressourcer, herunder vigtige bly-zink-miner i Zletovo, Dobrevo og Makedonska Kamenica. Der er fundet kobber og jern-titanium i Osogovo-massivet. På Delcevos område er der fundet guldforekomster samt alluvialt guld i flodaflejringer fra Bregalnica-floden. Endelig er der en større kobbermine (Bucim) nær Radoviš.

## Bregalnica-floden
Bregalnica-floden har 6 bifloder på venstre side (Ratevska, Osojnica, Zrnovska, Kozjacka, Otinja og Lakavica) og 6 bifloder på højre side (Zelevica, Kamenicka, Orizarska, Kocanska, Zletovica og Svetinikolska). Langs floden er der bygget 6 store reservoirer: Berovsko/Ratevsko-søen, Kalimanci, Gradce, Zletovsko Ezero/Knezevo, Mantovo og Mavrovica.

Flodens kilde er beliggende i skovene i Maleševo-bjergene, tæt på grænsen til Bulgarien, øst for byen Berovo, i en højde på omkring 1.690 moh. Bregalnica-floden løber ind i Vardar- floden i en højde af 137 m over havet, tæt på landsbyen Gradsko.
- Floden Bregalnica tæt på Vinica
- Bregalnica-floden nær landsbyen Todorovci, tæt på Kalimanci-søen
- Bregalnica og landsbyen Novo Selo
- Bregalnica tæt på Kočani og Zrnovci